# ゴール・フェイス・グリーン

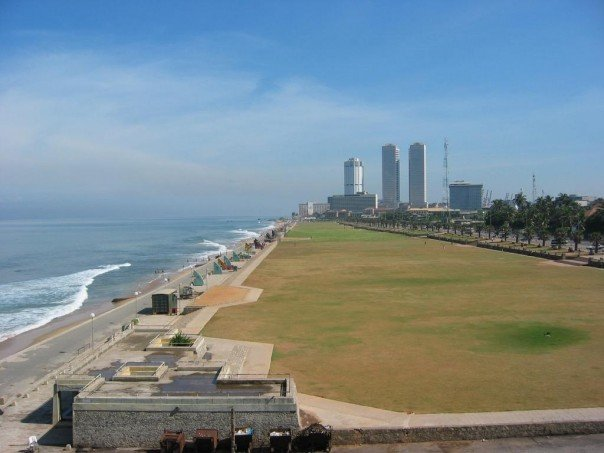
ゴール・フェイス・グリーン。左がインド洋

ゴール・フェイス・グリーン (Galle Face Green) はスリランカの西部州コロンボにある芝生の緑地。海岸沿いに面しており日没を眺めることもできる。
イギリス統治下であった1859年に当時のセイロン総督ヘンリー・ジョージ・ワードが発案して作られた。当時は競馬場あるいはゴルフ場として使用された。当時は現在よりも広い面積で、Colpitty Race Courseとして知られていた。
現在のゴール・フェイス・グリーンはゴール通りとインド洋に挟まれた幅約100m、長さ約500m、面積5ヘクタールの緑地で、コロンボ市内で最大のオープンスペースである。
近接してセイロンコンチネンタルホテルとゴール・フェイス・ホテルという2つの大きなホテルが立地しており、ゴール・フェイス・ホテルはスリランカで最も歴史があり人気の高いホテルである。
ゴール・フェイス・グリーンはスリランカ都市開発公社 (UDA) によって維持管理されている。
座標: 北緯6度55分36秒 東経79度50分37秒 / 北緯6.92655度 東経79.8435度